# Пандорика открывается
«Пандорика открывается» (англ. The Pandorica Opens) — 12-я серия пятого сезона британского научно-фантастического телесериала «Доктор Кто», первая часть истории, продолженная в серии «Большой взрыв». Вышла в эфир 19 июня 2010 года.
Спутниками Доктора являются Эми Понд и Рори Уильямс, вернувшийся после своего исчезновения в серии «Холодная кровь». Доктора играет Мэтт Смит.

## Сюжет
Франция, 1890 год. Винсент Ван Гог («Винсент и Доктор») окончил работу над некоей картиной и бьётся в агонии. В 1941 году полотно находят и доставляют Уинстону Черчиллю («Победа далеков»). Черчилль решает, что Доктор должен увидеть картину, и звонит в ТАРДИС. Звонок переадресовывается в 5145 год Ривер Сонг, находящейся в тюрьме «Стормкейдж». При помощи галлюциногенной губной помады Ривер сбегает из камеры, обманом выманивает у Дориума Малдовара манипулятор временной воронки (наручное устройство в виде часов, позволяющее путешествовать во времени и пространстве) и направляется в королевскую коллекцию, чтобы забрать картину и показать её Доктору. В музее Ривер встречает королева Лиз 10 («Зверь внизу»). Тем временем Эми находит в пиджаке Доктора обручальное кольцо, которое ей хотел подарить её жених Рори Уильямс («Голодная Земля»), но не может вспомнить ни стёртого из времени Рори, ни даже предысторию этого ювелирного изделия; кольцо, впрочем, Амелия забирает с собой. Затем Доктор и Эми отправляются на планету 1 (первую планету во вселенной), где, по преданиям, находится утёс с неизвестными, самыми древними письменами на свете. ТАРДИС перевела надпись; это — послание Ривер Сонг «Привет, дорогой!» (англ. Hello, sweetie!) и координаты, используя которые Доктор и Эми попадают в 102 год нашей эры в римскую Британию. Солдаты принимают Доктора за Юлия Цезаря и отводят его к «Клеопатре» — Ривер Сонг, снова применившей свою галлюциногенную помаду. Ривер показывает Эми и Доктору картину Ван Гога: на полотне изображена взрывающаяся ТАРДИС.

Винсент Ван Гог, «Пандорика открывается». Обратите внимание на надпись, сделанную на осколке двери ТАРДИС.

Название картины — «Пандорика открывается»; кроме того, Винсент при написании этой работы указал некие координаты. Пандорика — тюрьма для самого опасного создания во вселенной. Доктор так не считает и полагает, что Пандорика — скорее миф или легенда. Тем не менее все трое (Эми, Ривер и Доктор) отправляются на поиски загадочного ящика. Координаты привели героев к Стоунхенджу. Зафиксировав изменения в энергии, Доктор со спутниками принимает решение проникнуть под Стоунхендж. Исследуя подземелья Стоунхенджа, Доктор обнаруживает большой тёмный куб — оказавшийся реальной Пандорикой. Доктор предполагает, что последняя используется как тюрьма для некоего безымянного создания, заключённого туда много лет назад «добрым волшебником», в то время как Ривер Сонг замечает: Пандорика, защищённая всеми существующими методами и способами, действительно постепенно открывается. Камни, из которых выстроен Стоунхендж, оказываются огромными передатчиками, транслирующими всем, повсюду, во все времена одно-единственное сообщение — «Пандорика открывается» и её координаты. Благодаря им о Пандорике узнал и Винсент Ван Гог, живший спустя много сотен лет. Один только Доктор до того момента не знал об этом предупреждении. Стоунхендж уже некоторое время передавал сигнал всем и всюду, из-за чего в небе над землёй собрались космические корабли инопланетян: далеков, киберлюдей, сонтаранцев, трилептилов, сливинов, челонианов, нестин, гравинов, сикораксов, зайгонов, атракси, драконианцев и других. Доктор в недоумении, тогда как Ривер замечает, что все они являются давними врагами Доктора. Последний решается использовать, по его мнению, «величайшую военную мощь во вселенной» — римлян.
Ривер возвращается в военный лагерь за подмогой, однако там её гневно встречает настоящий Юлий Цезарь. Продемонстрировав военачальнику силу современного оружия, Ривер Сонг пытается усмирить его и убедить помочь Доктору, пока не вмешивается другой римлянин (чьё лицо скрыто от зрителей тенью) — для поддержки Доктора нашлись добровольцы. В это время Доктор работает с Пандорикой. Эми рассказывает ему о своей находке — обручальном кольце, думая при этом, что оно принадлежало давней подруге Доктора. Друзья разговаривают. Внезапно на них нападает отрубленная рука киберчеловека — приставленного к Пандорике часового. Доктор хватает «обидчицу», но та сильным зарядом тока на время обездвиживает Повелителя Времени. Эми атакует сначала только голова, а потом и обезглавленное туловище киборга с единственной целью — использовать Амелию в качестве органического материала для поддержания своей жизнедеятельности. Киберчеловеку удаётся метнуть в Эми дротиком с дозой транквилизатора, хотя спутнице Доктора и удаётся спрятаться от нападающего в тёмном, сыром и тесном помещении. Римский солдат пронзает кибермена мечом, но Эми засыпает под действием введённого дротиком препарата. Римлянин укладывает Понд на ровную поверхность. Спасителем Эми оказывается центурион, ставший во главе 50 римских добровольцев — Рори Уильямс.
Доктор очнулся. Появление Рори становится сюрпризом для Доктора, ведь Уильямс был стёрт из времени и никогда не существовал. Воспоминания Рори смутные и отрывочные; он не помнит, как стал римлянином. Тем временем открытие Пандорики входит в заключительную стадию, и над Стоунхенджем собираются миллионы инопланетных космических кораблей. Доктор окружён и просит Ривер доставить в подземелье ТАРДИС — Повелителю Времени необходимо дополнительное оборудование, ведь он считает, что стоит ему остановить того, кто выбирается из Пандорики, и вся инопланетная рать разлетится по своим домам. Эми просыпается, но при встрече с Рори не может вспомнить его и не признаёт в нём своего жениха: Уильямс был удалён из времени, а значит, и из памяти своей девушки. Доктор на некоторое время прогоняет инопланетян от Стоунхенджа, но понимает, что это лишь временная мера. Исследуя Пандорику, Доктор обнаруживает трещины во времени и выясняет, что в будущем вселенную ждёт огромный взрыв в какой-то особый день и «каждый момент истории, связанный с ним, трещит по швам», но непонятно — что взорвётся? Доктора осеняет: ТАРДИС взорвётся (кусок её обшивки Доктор нашёл во временной трещине в эпизоде «Холодная кровь») 26 июня 2010 года — «время Эми» (дата определена Доктором в серии «Плоть и камень»), день свадьбы Эми и Рори, в преддверии которого Доктор похитил жениха и невесту («Вампиры Венеции»), но он снова не придаёт своим предположениям значения. Доктор думает, что возвращение Рори — это скорее чудо, но отнюдь не считает, что Эми забыла Уильямса до конца, и отдаёт последнему то самое обручальное кольцо. Ривер отправляется на ТАРДИС к Доктору, но полёт нестабилен, и совершается аварийная посадка. Ривер выходит из машины времени, не зная, что ТАРДИС приземлилась 26 июня 2010 года. В отсутствие доктор Сонг на мониторе над консолью появляется временная трещина и звучит зловещее «Тишина наступит!»
Ривер вышла к дому Эми; путешественница во времени не понимает, зачем ТАРДИС занесла её туда. На газоне у дома видны следы от приземления, входная дверь взломана — в доме кто-то был. Ривер Сонг догадывается, что дом принадлежал Эми, и сожалеет, что оставила Доктора. Неожиданно для себя Ривер находит в комнате Амелии книгу «Римская Британия» и брошюру «Ларец Пандоры». Рори находит Эми на поляне перед Стоунхенджем; герои знакомятся заново. Эми расплакалась от радости, но не понимает, в чём причина. Доктор звонит Ривер и просит поторопиться, но её волнует другое — римляне (в том числе и Рори-центурион) ненастоящие, дубликаты или проекции, хоть считают себя настоящими — верят в свою легенду, пока не будут сторонней командой активизированы; все они есть в книжке с картинками из комнаты Эми — кто-то использует остаточный ментальный след девушки, её память, чтобы заманить Доктора в правдоподобную западню. ТАРДИС вновь нестабильна, и Ривер сообщает Доктору о своём местоположении. Последний требует от Ривер Сонг как можно скорее покинуть 26 июня 2010 года или хотя бы отключить ТАРДИС, совершить посадку, так как это, по мнению Доктора, предотвратит взрыв ТАРДИС и закроет трещины во времени, но у Ривер не получается выполнить требования, какая-то сила извне перехватила контроль над машиной времени. Вновь прозвучали слова «Тишина наступит!». Рори Уильямс просит Эми вспомнить его, их совместное прошлое в Лидворте, Понд не удаётся, она видит Рори впервые в жизни. Внезапно появившийся резкий, пронзительный звук переключил большую часть римлян, и они направились к Доктору; один лишь Рори сопротивлялся этому внешнему приказу. Пандорика начала физически раскрываться. Ривер удалось приземлиться, и теперь Доктор хочет, чтобы Сонг просто вышла наружу (ведь тогда ТАРДИС автоматически отключится). Ведомые сознанием Нестин римляне обнажают своё оружие и обступают дезориентированного Доктора. Ривер не может открыть дверь. Рори, продолжая бороться с приказом, в мучениях велит Эми бежать как можно дальше от него, ведь он может убить её, если сознание Нестин победит. Внезапно Эми вспоминает Рори и отказывается уйти от него. Пластиковые римляне схватили Доктора. Далеки, киберлюди, сонтаранцы, джудуны и прочие пришельцы одни за другими телепортируются в подземелье. Пандорика оказалась пустой изнутри, она никого в себе не содержала. Её построили специально для этого случая, и в тот момент она была готова — для Доктора.
Не сумев совладать с сознанием Нестин, Рори стреляет в Эми и, обнимая умирающее тело невесты своего человеческого прототипа, горько сожалеет о произошедшем. Римские солдаты волокут сопротивляющегося Доктора к открытой Пандорике. Толпа инопланетян созерцает, как их злейшего врага заключают в совершенную тюрьму. Ривер Сонг, пытаясь отворить дверь ТАРДИС и выйти наружу, как того требовал Доктор, взрывает и дверь, и машину времени. Эми умирает. Перед тем как запереть Пандорику, пришельцы поясняют Доктору, что объединились в альянс против него неспроста: они боялись угрожавших всей реальности трещин в оболочке вселенной, полагая, что, пленив Доктора, они спасут вселенную от него. Альянсом на основе воспоминаний Эми был разработан сценарий, создана ловушка для Повелителя Времени. Инопланетяне поняли, что причина трещин — это взрыв ТАРДИС, которой, как им казалось, может управлять только Доктор. Последний не сумел разубедить неприятеля — Пандорика закрывается. Рори держит в руках бездыханное тело Эми. Ривер удаётся открыть двери ТАРДИС, но перед ней — лишь каменная стена, и ТАРДИС взрывается.
Финальная сцена. Планета Земля на фоне единовременно взрывающихся звёзд; кольца, образовавшиеся после взрывов, гаснут, и беззвёздное небо медленно погружается в беспросветную мглу.

## Производство
На мысль о трещине во времени Стивена Моффата навела трещина в стене спальни его сына. По словам Моффата, она выглядела как улыбка.
«Пандорика открывается» снималась вместе со своим продолжением — серией «Большой взрыв». Съёмки этих двух эпизодов велись вместе в ходе шестой (из семи) очереди производства пятого сезона, однако некоторые фрагменты были отсняты отдельно. Так, сцена с Лиз 10 («Зверь снизу») и Ривер Сонг в королевском собрании была снята раньше всей серии ещё 22 октября 2009 года в оранжереях. Читка сценария была назначена на 16:00 13 января 2010 года Upper Boat Studios, но в действительности началась несколько позже. Виной тому плохая погода, из-за которой ряд актёров и членов съёмочной группы не смогли прибыть на читку в срок.

## Показ
Серию смотрели 7,58 миллионов человек. На BBC One её смотрели 6,94 миллионов человек, а ещё 635 тысяч — на BBC HD.